# Otognathon uru
Otognathon uru is een krabbensoort uit de familie van de Varunidae. De wetenschappelijke naam van de soort is voor het eerst geldig gepubliceerd in 2009 door N. K. Ng, Komai & Ng.